# Мусулманкулов, Молдобасан
Молдобасан Мусулманкулов (кирг. Молдобасан Мусулманкулов); 1883, Терек, Российская империя (ныне Ак-Талинского района Нарынской области Кыргызстана) — 16 июня 1961) — советский и киргизский поэт, акын-импровизатор, музыкант, комузист, уникальный исполнитель образцов устного народного творчества, сказитель-манасчи киргизского эпоса «Манас», один из первых народных артистов Киргизской ССР (1935), член Союза писателей СССР с 1947 года. Солист Киргизской филармонии.

## Биография
Из крестьян. Родился в семье талантливых манасчи, его отец и старший брат тоже были поэтами-импровизаторами. В юности у него раскрылось поэтическое и исполнительское дарование. В 17-летнем возрасте уже стал известным певцом и поэтом, сочинял и исполнял собственные песни, позже стал выступать среди народа со своим вариантом эпоса «Манас».
Вслед за выдающимися сказителями эпоса «Манас» Сагынбаем Орозбаковым и Саякбаем Каралаевым стал одним из известнейших манасчи. Было записано более 200 тыс. стихотворных строф киргизского эпоса «Манас». Более 30 лет творческой биографии М. Мусулманкулов посвятил развитию киргизской культуры. В 1922 году фольклористом К. Мифтаковым записаны со слов М. Мусулманкулова малые эпосы «Курманбек», «Джаныш — Байыш». В 1928 году эпос «Курманбек» выпущен отдельным изданием. В начале 1930-х годов написал поэму «Салтанат», в 1935—1936 годах — сказки «Асан и Кульбара», «Баатыр-Осмон», «Мудрая девушка и жестокий хан», которые считаются классическими образцами киргизских народных сказок.
В 1932 году был приглашен на Нарынское радио в качестве певца. Был в числе первых артистов новооткрытой в начале 1930-х годов в республике киргизской филармонии, много ездил по кишлакам с выступлениями. В 1933 году принят в Киргизский драматический театр в качестве певца, в 1936—1952 годах был солистом киргизской государственной филармонии.
Участник первой Декады киргизского искусства в Москве (1939).

## Награды
- Орден «Знак Почёта» (7 июня 1939) — за выдающиеся заслуги в деле развития киргизского театрального искусства

## Избранная библиография
На киргизском языке
- Ырлар жыйнагы. — Ф.: Кыргызмамбас, 1962. — 55 б. Сборник стихов.
- Молдобасан: Ырлар жана дастан. — Ф.: Кыргызстан, 1983. — 163 б.